# Alpinia
 Alpinia  és un gènere de plantes dins la família del gingebre (Zingiberaceae). Comprèn 241 espècies. Creixen amb un gran rizoma. La flor creix en grans raïms.

## Distribució
Viu en climes tropicals i subtropicals d'Àsia i del Pacífic, on s'usen com planta ornamental per les seves vistoses flors.

## Taxonomia
El gènere va ser descrit per William Roxburgh i publicat a Asiatic Researches 11: 350–352. 1810. L'espècie tipus és Alpinia galanga (L.) Willd.

## Algunes espècies
Espècies comunes:(xinès)
- Alpinia abundiflora
- Alpinia acrostachya

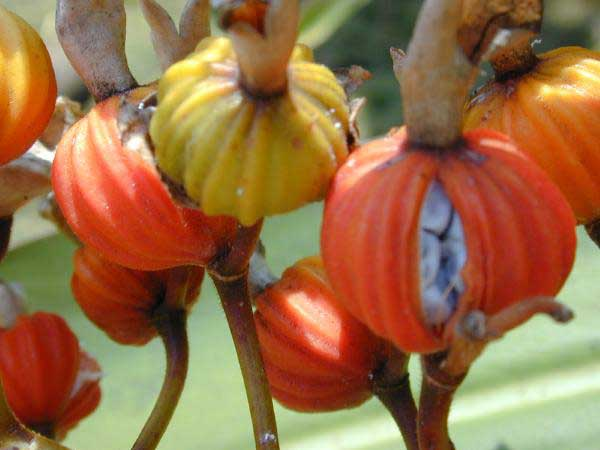
Shell Ginger (Alpinia zerumbet) fruit dehiscent

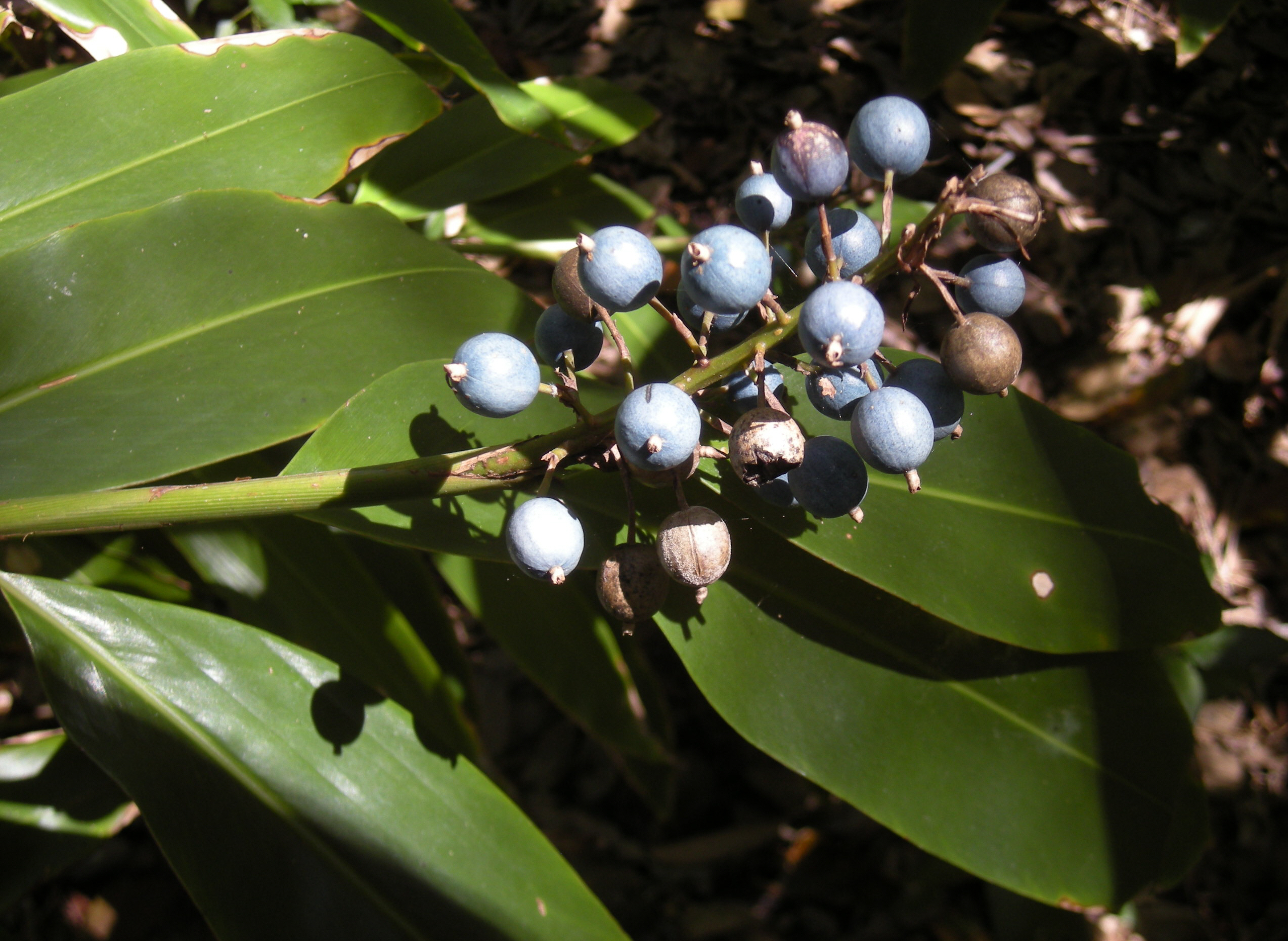
The fruits of Alpinia caerulea, gingebre australià

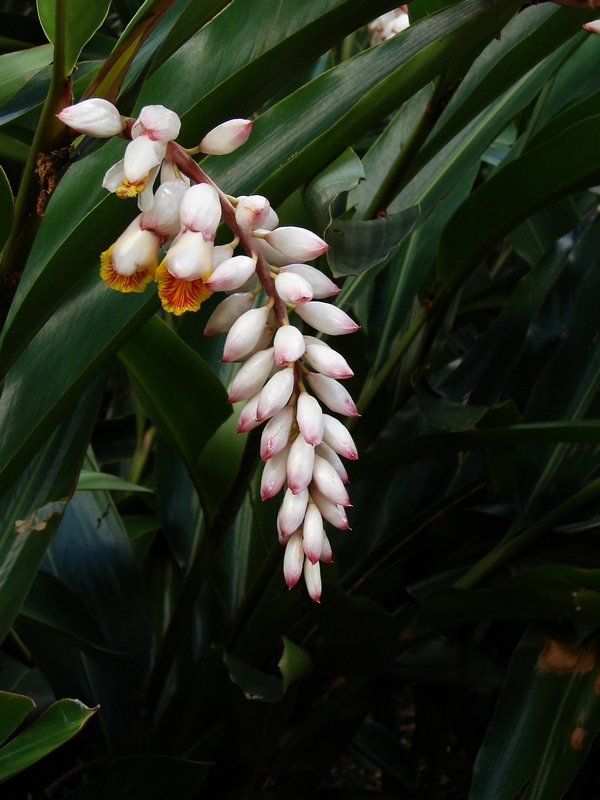
Shell Ginger (Alpinia zerumbet) flors

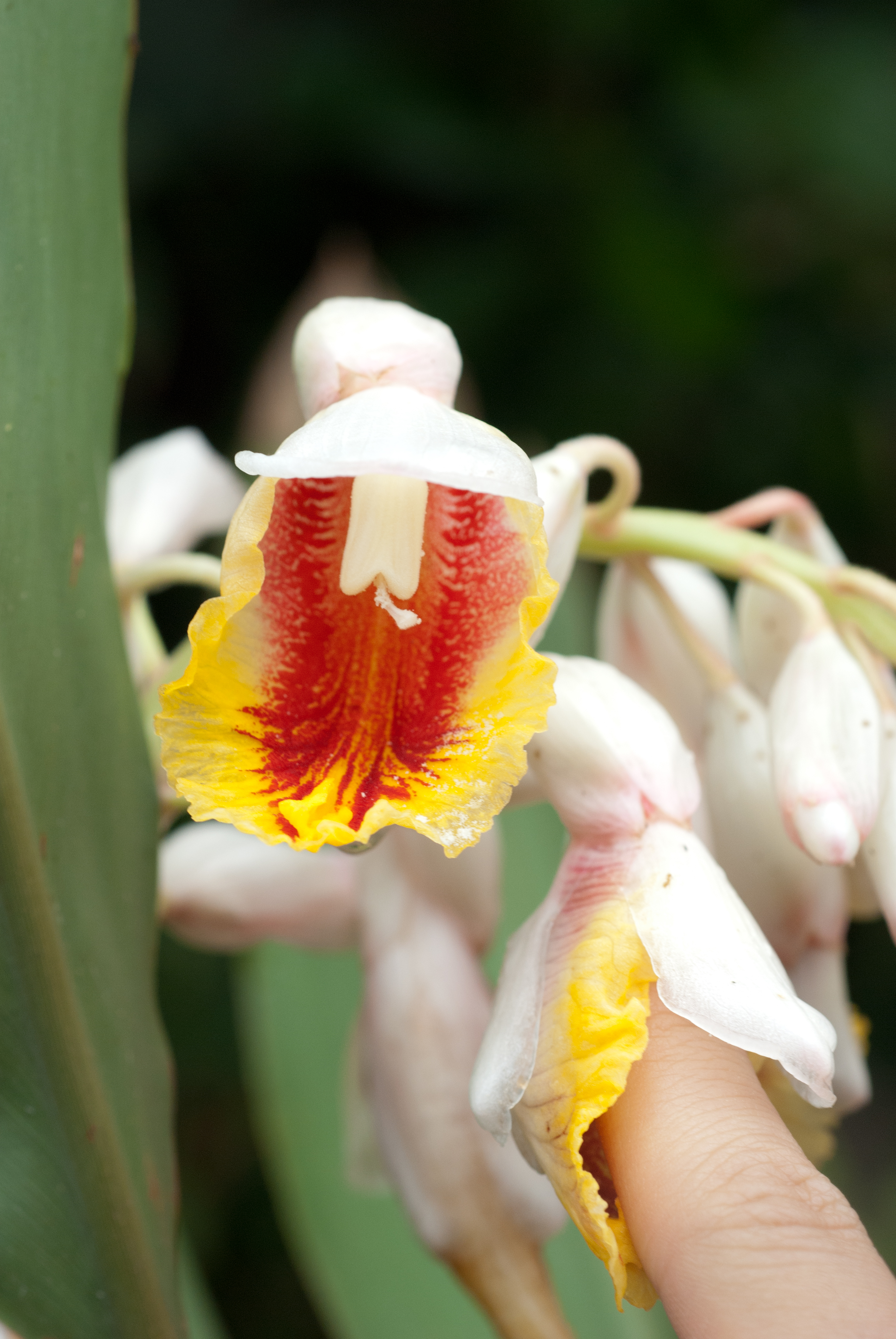
Alpinia speciosa flors

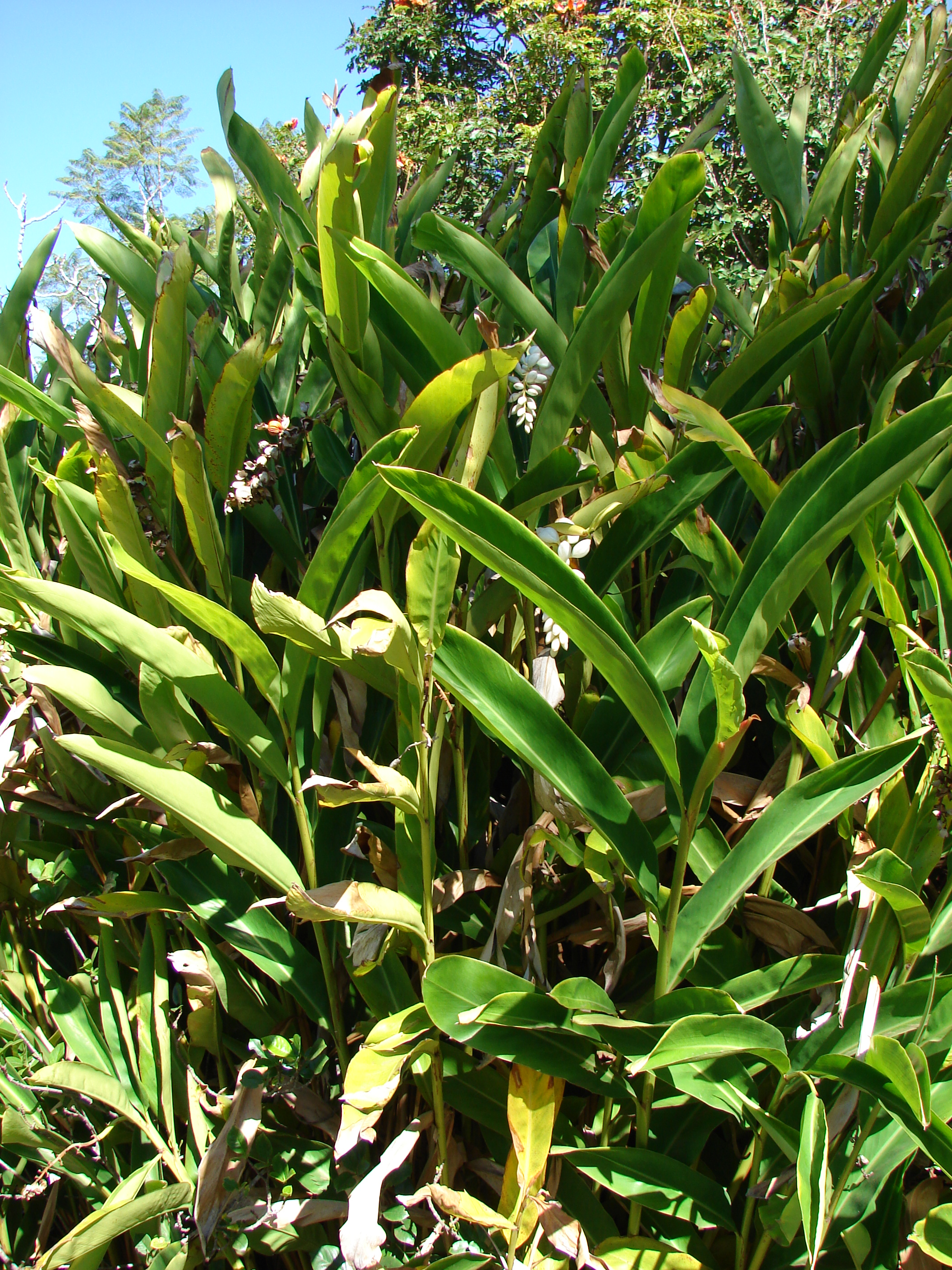
Alpinia zerumbet

- Alpinia caerulea - Australian native ginger
- Alpinia calcarata - heen araththa, cardamon ginger
- Alpinia conchigera - Alpinia menor
- Alpinia emaculata
- Alpinia galanga - gran galingal
- Alpinia javanica - alpinia de Java
- Alpinia malaccensis - rathkihiriya, rankihiriya
- Alpinia melanocarpa - alpinia de fruit negre
- Alpinia mutica - gingebre orquídia
- Alpinia nigra
- Alpinia nutans - cardamom nan, ginger lily, shell ginger
- Alpinia officinarum - galangal menor, gingebre xinès
- Alpinia petiolata - stalked-leaved alpinia
- Alpinia purpurata - red ginger, ostrich plume, jungle queen, pink cone ginger
- Alpinia pyramidata - Java galangal
- Alpinia rafflesiana - Raffles' alpinia
- Alpinia speciosa - shellflower, shellplant
- Alpinia striata
- Alpinia zerumbet - golden lotus, shell ginger
- Alpinia zingiberina

Espècies menys comunes:
- Alpinia acuminata
- Alpinia aenea
- Alpinia affinis
- Alpinia agiokuensis
- Alpinia alata
- Alpinia albertisii
- Alpinia albipurpurea
- Alpinia allugas
- Alpinia amentacea
- Alpinia angustifolia
- Alpinia annabellae
- Alpinia antillarum
- Alpinia apoensis
- Alpinia aquatica
- Alpinia arctiflora
- Alpinia arfakensis
- Alpinia arundelliana
- Alpinia assimilis
- Alpinia athroantha
- Alpinia aurantiaca
- Alpinia auriculata
- Alpinia bambusifolia
- Alpinia beamanii
- Alpinia biakensis
- Alpinia bicalyculata
- Alpinia bifida
- Alpinia bilamellata
- Alpinia bisculata
- Alpinia blepharocalyx
- Alpinia blumei
- Alpinia boia
- Alpinia boninsimensis
- Alpinia borneensis
- Alpinia borraginoides
- Alpinia brachyantha
- Alpinia brachypoda
- Alpinia bracteata
- Alpinia brevilabris
- Alpinia brevis
- Alpinia brevituba
- Alpinia burkillii
- Alpinia calcicola
- Alpinia calycodes
- Alpinia campanaria
- Alpinia cannaefolium
- Alpinia capitellata
- Alpinia cardamomum-medium
- Alpinia carinata
- Alpinia carnea
- Alpinia carolinensis
- Alpinia celebica
- Alpinia cernua
- Alpinia chaunocolea
- Alpinia chinensis
- Alpinia chrysorachis
- Alpinia coerulea
- Alpinia coeruleo-viridis
- Alpinia colossea
- Alpinia comosa
- Alpinia condensata
- Alpinia conferta
- Alpinia congesta
- Alpinia conghuaensis
- Alpinia conglomerata
- Alpinia copelandii
- Alpinia corallina
- Alpinia coriacea
- Alpinia coriandriodora
- Alpinia cornu-cervi
- Alpinia cristata
- Alpinia crocodocalyx
- Alpinia cumingii
- Alpinia cylindrocephala
- Alpinia dasystachys
- Alpinia decurva
- Alpinia decurvata
- Alpinia dekockii
- Alpinia densespictata
- Alpinia densibractetata
- Alpinia densiflora
- Alpinia diffissa
- Alpinia divaricata
- Alpinia dolichocephala
- Alpinia domatifera
- Alpinia dyeri
- Alpinia edanoi
- Alpinia elmeri
- Alpinia elwesii
- Alpinia engleriana
- Alpinia eremochlamys
- Alpinia eremochlamys
- Alpinia euastra
- Alpinia eubractea
- Alpinia eustales
- Alpinia exostylis
- Alpinia flabellata
- Alpinia flava
- Alpinia flexistamen
- Alpinia fluvitialis
- Alpinia formosana
- Alpinia foxworthyi
- Alpinia fraseriana
- Alpinia fusiformis
- Alpinia gagnepainii
- Alpinia gigantea
- Alpinia glabra
- Alpinia glabrescens
- Alpinia glacicaerulea
- Alpinia globosa
- Alpinia gracilis
- Alpinia gracillima
- Alpinia graminea
- Alpinia grandiceps
- Alpinia grandis
- Alpinia guinanensis
- Alpinia haenkei
- Alpinia hagena
- Alpinia hainanensis
- Alpinia hamiltoniana
- Alpinia hansenii
- Alpinia havilandii
- Alpinia hemsleyanan
- Alpinia henryi
- Alpinia hibinoi
- Alpinia himantoglossa
- Alpinia hirsuta
- Alpinia hokutensis
- Alpinia homeana
- Alpinia hookeriana
- Alpinia hulstijnii
- Alpinia humilis
- Alpinia hylandii
- Alpinia illustris
- Alpinia intermedia
- Alpinia involucrata
- Alpinia iriomotensis
- Alpinia janowskii
- Alpinia japonica
- Alpinia jianganfeng
- Alpinia jingxiensis
- Alpinia kainantensis
- Alpinia katsumadae
- Alpinia kelungensis
- Alpinia kermesina
- Alpinia kiungensis
- Alpinia kiushiana
- Alpinia koidzumiana
- Alpinia korthalsii
- Alpinia koshunensis
- Alpinia kumatahe
- Alpinia kusshakuensis
- Alpinia kwangsiensis
- Alpinia laosensis
- Alpinia latilabris
- Alpinia lauterbachii
- Alpinia laxiflora
- Alpinia laxisecunda
- Alpinia leptostachya
- Alpinia ligulata
- Alpinia linguiformis
- Alpinia longepetiola
- Alpinia luteo-carpa
- Alpinia maclurei
- Alpinia maclurei 
guangdongensis
- Alpinia macrantha
- Alpinia macrocarpa
- Alpinia macrocephala
- Alpinia macroscaphis
- Alpinia macrostemon
- Alpinia macroura
- Alpinia maculata
- Alpinia malaccensis nobilis
- Alpinia manii
- Alpinia manostachys
- Alpinia martinii
- Alpinia maxii
- Alpinia mediomaculata
- Alpinia menghaiensis
- Alpinia mesanthera
- Alpinia microlophon
- Alpinia missionis
- Alpinia modesta
- Alpinia mollis
- Alpinia mollissima
- Alpinia molucana
- Alpinia monopleura
- Alpinia multispicata
- Alpinia murdochii
- Alpinia musaefedia
- Alpinia myriocratera
- Alpinia nanchuanensis
- Alpinia napoensis
- Alpinia neesana
- Alpinia nidus-vespae
- Alpinia nieuwenhuizii
- Alpinia nigra
- Alpinia novae-hiberniae
- Alpinia novae-pommeraniae
- Alpinia nupiocratera
- Alpinia oblongifolia
- Alpinia oceanica
- Alpinia odontonema
- Alpinia oligantha
- Alpinia orchioides
- Alpinia orthostachys
- Alpinia ovata
- Alpinia ovoidocarpa
- Alpinia oxymitra
- Alpinia oxyphylla
- Alpinia padacanca
- Alpinia pahangensis
- Alpinia papuana
- Alpinia parviflora
- Alpinia pectinata
- Alpinia penduliflora
- Alpinia penicillata
- Alpinia philippinensis
- Alpinia phoenicea
- Alpinia pininga
- Alpinia pinnanensis
- Alpinia platychilus
- Alpinia plectophylla
- Alpinia plumieri
- Alpinia polyantha
- Alpinia porphyrea
- Alpinia porphyrocarpa
- Alpinia porrecta
- Alpinia pricei
- Alpinia psilogyna
- Alpinia pterocalyx
- Alpinia ptychanthera
- Alpinia pulcherrima
- Alpinia pumila
- Alpinia punicea
- Alpinia quadriloba
- Alpinia racimigera
- Alpinia racemosa
- Alpinia rafflesiana
- Alpinia rechingeri
- Alpinia regia
- Alpinia reticosa
- Alpinia rheedii
- Alpinia rigida
- Alpinia rolfei
- Alpinia romblonensis
- Alpinia romburghiana
- Alpinia rosacea
- Alpinia roscoeana
- Alpinia rosea
- Alpinia rosella
- Alpinia roxburghii
- Alpinia rubella
- Alpinia rubra
- Alpinia rubricaulis
- Alpinia rubromaculata
- Alpinia salamonensis
- Alpinia samoensis
- Alpinia sanderae
- Alpinia sandsii
- Alpinia sasakii
- Alpinia satsumensis
- Alpinia schultzei
- Alpinia schumanniana
- Alpinia secunda
- Alpinia secundiflora
- Alpinia seimundii
- Alpinia sericea
- Alpinia sericiflora
- Alpinia serrulata
- Alpinia shimadae
- Alpinia siamensis
- Alpinia sibuyanensis
- Alpinia silvicola
- Alpinia simsii
- Alpinia singuliflora
- Alpinia smithiae
- Alpinia spicata
- Alpinia squarrosa
- Alpinia stachyodes
- Alpinia stapfiana
- Alpinia stenobracteolata
- Alpinia stenostachys
- Alpinia strobilacea
- Alpinia strobiliformis
- Alpinia subfusicarpa
- Alpinia submutica
- Alpinia subspicata
- Alpinia subverticillata
- Alpinia suishaensis
- Alpinia takaminei
- Alpinia tamacuensis
- Alpinia tomentosa
- Alpinia tonkinensis
- Alpinia tonrokuensis
- Alpinia trachyascus
- Alpinia tricolor
- Alpinia tubulata
- Alpinia unilateralis
- Alpinia uraiensis
- Alpinia uviformis
- Alpinia valetoniana
- Alpinia vanoverberghii
- Alpinia velutina
- Alpinia versicolor
- Alpinia viridiflora
- Alpinia vittata
- Alpinia vitiensis
- Alpinia vulcanica
- Alpinia walang
- Alpinia warburgii
- Alpinia wenzelii
- Alpinia werneri
- Alpinia womerslyi
- Alpinia wrayi